# Autódromo Internacional de San Carlos
El Autódromo Internacional de San Carlos, también llamado Circuito Internacional de San Carlos o simplemente Circuito de San Carlos, es un autódromo ubicado en la ciudad de San Carlos, Venezuela. Es el Primer Autódromo construido en Venezuela.

## Historia
Fue inaugurado en 1970 y desde ese entonces ha sido escenario de innumerables competencias, tanto nacionales como internacionales. Así mismo, es considerado uno de los circuitos más rápidos de América del Sur.[cita requerida]
Dentro de los eventos más importantes llevados a cabo en esta pista figuran cuatro campeonatos mundiales de motociclismo (1972-1979). También acogió importantes encuentros de Fórmula 1. El 21 de marzo de 1976 fue sede de una carrera del Campeonato Mundial de Fórmula 750, y entre 1977 y 1979 albergó el Gran Premio de Venezuela de Motociclismo, el cual formaba parte del Campeonato del Mundo de Motociclismo.
Actualmente se desempeña como circuito para las categorías nacionales como la Fórmula Ford 2000,  Fórmula Ford 1600 , Fórmula GT Junior - Mecánica Nacional, Campeonatos de Karting nacional, entre otros.

## Configuración
El circuito consta de dos secciones diferentes, una Pista de Longitud km 4,135 y la pista recortada de Longitud km 3,135. es una pista rápida en si, la máxima velocidad promedio es de 310km/h.
Carga Aerodinámica Delantera: Semi-Alta
Carga Aerodinámica Trasera: Semi-Alta
Vueltas: 75
Vuelta Rápida Promedio: 1.26.000
Desgaste de Neumáticos: Bajo
Consumo de Gasolina: Normal
- Datos: Q565081